# Saxifraga federici-augusti
Saxifraga federici-augusti là một loài thực vật có hoa trong họ Saxifragaceae. Loài này được Biasol. miêu tả khoa học đầu tiên năm 1841.